# Legio I Flavia Constantia

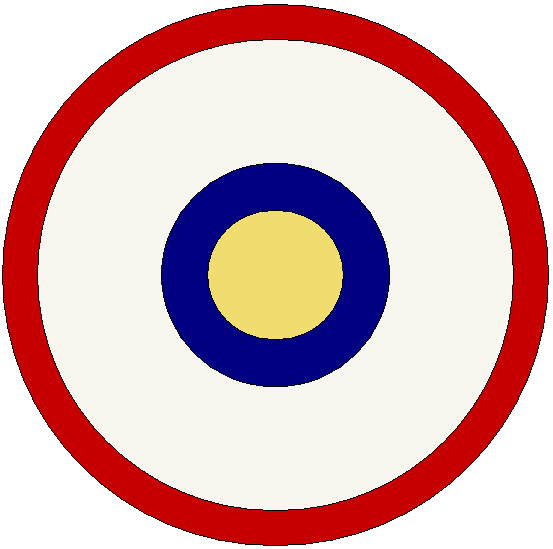
Emplema de la Prima Flavia Constantia

La Legio I Flavia Constantia (Primera legión «flavia digna de confianza») fue una legión romana, mencionada en la Notitia Dignitatum. Poco se sabe de ella, y lo más que hay son suposiciones, a partir de este documento de la antigüedad. Se cree que fue creada por el emperador Constancio II a mediados del siglo IV. 